# Furuhata Tokuya

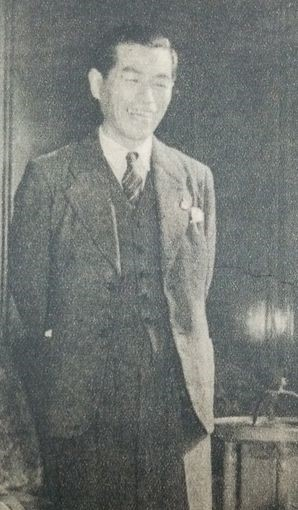
Furuhata Tokuya 1948

Furuhata Tokuya (jap. 降旗 徳弥; geboren 18. September 1898 in Matsumoto, Präfektur Nagano; gestorben 5. September 1995) war ein japanischer Geschäftsmann und Politiker.

## Leben und Wirken
Furuhata Tokuyama machte 1923 seinen Abschluss an der Waseda-Universität im Fach Handelswissenschaften. Er war dann in der Thermalquellenindustrie tätig, war Präsident der Zeitung „Shinano nippō“ (信濃日報), Präsident von Nagano hōsō (長野放送 englisch Nagano Broadcasting Systems).
Nach dem Zweriten Weltkrieg wandte sich Furuhata der Politik zu. Er wurde Mitglied der Präfektur-Versammlung Nagano, Sekretär des Premierministers Shidehara. 1946 wurde er im damaligen präfekturweiten Wahlkreis Nagano für die Fortschrittspartei Japans (日本進歩党 Nihon Shinpotō) ins Unterhaus des Reichstags (ab 1947 Nationalversammlung) gewählt und dann noch drei weitere Male (1947 für die DP, 1949 für die DLP, 1953 für die [Yoshida-]LP) im SNTV-Dreimandatswahlkreis Nagano 4.
1948 wurde Furuhata Kommunikationsminister im 2. Kabinett Yoshida. 1957 wurde er Bürgermeister von Matsumoto für insgesamt drei Wahlperioden. Ab 1961 entwickelte er die Bürgerinitiative „Hana ippai no kai“ (花いっぱいの会; etwa „Gesellschaft zur Förderung der Blumenpracht“) zu einer Gesellschaft mit politischem Einfluss.
Die Stadt Matsumoto und die Städte Fujisawa (Kanagawa) und Salt Lake City, die über Städtepartnerschaften mit Matsumoto verbunden sind, ehrten Furuhata als Ehrenbürger. Der Staat verlieh ihm den Orden der Aufgehenden Sonne 2. Klasse.
Der Filmregisseur Yasuo Furuhata (1934–2019) war sein dritter Sohn.